# Emile Robert
Emile Robert fue un arquitecto de nacionalidad francesa que realizó parte de su actividad profesional en el Perú. 

## Obras y aportes a la arquitectura peruana
Su aporte arquitectónico ha sido muy variada, entre vivienda y equipamiento público, en un estilo clásicos y el Art Nouveau. Entre la extensa lista de proyectos y obras diseñadas y construidas por el arquitecto Robert, algunas de las cuales han sido declaradas monumentos históricos, se pueden mencionar al Palacio Legislativo primer premio en 1905 y finalizado en 1908, la Cripta de los Héroes del cementerio Presbítero Maestro, la quinta Alania, entre otros. 

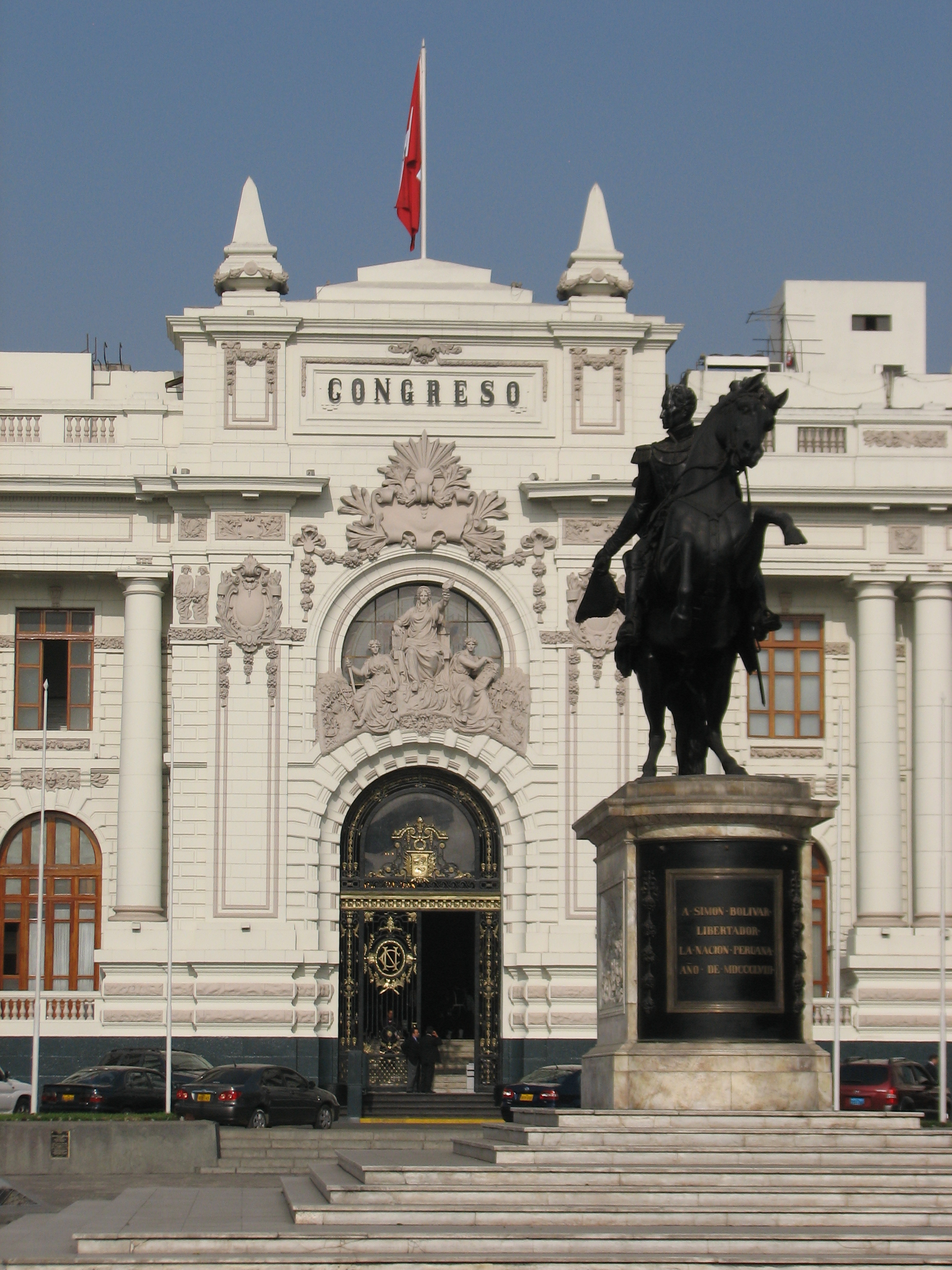
Detalle del frontis del Palacio Legislativo. Puede verse en su parte alta y central una escultura alegórica compuesta de tres figuras femeninas, siendo la figura central la que representa a la Patria Victoriosa.